# 肯·利文斯通
肯尼思·罗伯特·利文斯通（英語： /ˈlɪvɪŋstən/，1945年6月17日—）是英国政治人物，以长期担任大倫敦首长并与中央政府对抗著称。

## 生平
利文斯通於1981年至1986年任倫敦行政機構——大倫敦議會會長，以长期的財政開支龐大著称，在激怒保守黨的時任首相导致大伦敦委員会被廢除后，于1987年当选国会议员并任职至2001年。
《1999年大倫敦政府法案》由國會通過並在1999年10月獲得御准後，出現了爭議熱烈的競選活動。首相托尼·布莱尔為阻止利文斯通獲得提名，強行加上自己的人選取代。作為回應，利文斯通在2000年3月退出工黨，並以無黨籍候選人的身份參選。經過一段倫敦市長和倫敦議會相繼成立但皆無實權的過渡期後，大倫敦市政府於2000年7月3日正式成立。大倫敦市政府擁有教育、市政等部分權力，惟其他權力已下放至大倫敦33個地方議會負責。
2000年复设大伦敦政府后，当选第一任民选大倫敦市長，2004年以工黨身份參選成功連任。
利文斯通的政治立場持硬左派，坚持民主社会主义，以左翼政见著称，包括反戰，支持LGBT權利、巴勒斯坦人權利，以致人称“赤肯”（Red Ken）。
雖然同為工黨，但他反對托尼·布莱尔首相時期的大部分政策，包括反對英國參與伊拉克戰爭。此外，他因支持巴勒斯坦的言論，甚至被指有反猶太主義的傾向。

## 外部連結
- Progressive London （页面存档备份，存于）
- BBC Profile （页面存档备份，存于）
- Ken Livingstone : Rebel Mayor （页面存档备份，存于） (5 May
- The Observer Profile: Ken Livingstone – Capital chap （页面存档备份，存于） by Jay Rayner, published in The Observer, 10 July 2005
- A left-wing critique （页面存档备份，存于） of Livingstone, by Charlie Kimber, published in International Socialism journal
- Ken Livingstone speaker profile （页面存档备份，存于）
- Compendium of articles about Ken Livingstone （页面存档备份，存于）
- 英國國家肖像館中的Ken Livingstone肖像
- 英國國家檔案館里相關的資料 肯·利文斯通

| 新職銜 | 大倫敦市長 2000年—2008年 | 繼任： 鲍里斯·约翰逊 |